# 白鹤滩水电站
白鶴灘水電站是一座位於中國金沙江干流上的水電站。该水电站是中國繼三峽水電站和溪洛渡水電站之後的第三座10GW級巨型水電站，是世界装机容量僅次於三峽水電站的第二大水電站，发电量第三大水電站，和世界单机容量最大的水电站。
白鶴灘工程以發電為主，兼顧防洪。工程建成後還有攔沙、發展庫區航運和改善下游通航條件等綜合利用效益，工程投資超過1,700億元，是中國“西電東送”的核心電源點之一。

## 地理位置
白鹤滩水电站位于中國雲南省巧家縣與四川省涼山彝族自治州宁南縣交界的金沙江干流上，壩址左岸距四川省宁南縣城約66km，距西昌市195km；右岸距巧家縣城約45km，距昆明292km。该水电站是金沙江下游四個水電梯級電站中的第二個梯級。

## 历史
2017年4月12日，白鹤滩水电站启动主体浇筑。
中国能建葛洲坝机电公司于2019年12月31日正式开始首台（14号）机组安装，2022年5月20日完成最后一台（9号）机组安装，历时871天。
2021年4月3日，白鹤滩水电站开始正式下闸蓄水。5月31日，白鹤滩水电站全線浇筑到顶。6月20日，白鹤滩水电站右岸系统成功实现倒送电，已达并网调试和向外送电条件。6月28日，白鹤滩水电站首批机组正式投产发电。7月17日，白鹤滩水电站第三台机组投产发电。11月19日，白鹤滩水电站4号机组投入商業運行。
2022年5月20日，位于白鹤滩水电站右岸地下厂房内的9号机组总装工作完成。
2022年9月22日，白鹤滩水电站8号机组顺利通过并网调试72小时试运行，並转入商业运行，白鹤滩水电站左岸机组全部投产发电。
2022年12月20日，白鹤滩水电站全部机组投产发电。

## 工程设计
白鶴灘水電站樞紐由攔河壩、洩洪消能設施、引水發電系統等主要建築物組成。攔河壩為混凝土雙曲拱壩，壩頂高程834m，最大壩高289m，坝顶弧长708.7m，拱坝厚度63米，扩大基础厚度93米。坝基为柱状节理玄武岩。总水推力1650万吨，仅次于云南小湾水电站的1800万吨，居世界第二。洩洪建築物由壩身6個表孔(14.0mX15.0m)、7個深孔(5.5mX8.0m)、6个导流底孔（建成后封堵）、壩後水墊塘、左岸3條無壓洩洪直洞(15mX9.5m)組成。泄洪洞最大流速每秒48米，最大泄洪量每秒1.2万立方米。坝身最大泄洪量30 000m3/s。枢纽最大泄洪功率62 610MW。引水隧洞採用單機單洞豎井式佈置，尾水系統採用2機共用1條尾水隧洞的佈置形式，左右岸各佈置4條尾水隧洞，其中左岸結合3條、右岸結合2條導流洞佈置。左右岸地下廠房內各佈置8台1.000GW水輪發電機，是世界首座單機容量達到1GW等級的水輪發電機組。電站總裝機容量16.00GW，保證出力5.50GW，多年平均發電量64.1TWh。正常蓄水位825m，相应庫容206亿立方米。死水位765m。調節庫容104亿立方米，防洪庫容75亿立方米。按千年一遇洪水（38800m3/s)设计、万年一遇洪水(46100m3/s)校核。最大下泄流量42355m3/s，泄洪功率90 000MW。
施工總工期144個月。

## 水库淹没区域
水庫淹沒影響涉及四川省涼山彝族自治州的宁南縣和會東縣及雲南省昭通市的巧家縣、曲靖市的會澤縣、昆明市的東川區和祿勸縣，共6個縣（區）38個鄉鎮110個行政村。規劃水準年的移民總人數為102,007人，影響農用地面積8558.1公顷（128,371畝）。並將淹沒以禮河四級電站（裝機容量144MW）及尾水電站（3.13MW）各一座。環境保護部已於2015年11月審議並原則通過了對金沙江白鶴灘水電站專案環評的審查意見。

## 工程事故
2012年6月27日，白鶴灘水電站當地局部強降雨，引發特大山洪導致泥石流，泥石流沖毀了施工區營地，災難中有40名施工區人員失蹤或死亡。